# Лайънъл Уилсън
Лайънъл Уилсън (на английски: Lionel Wilson) е американски актьор, който се занимава предимно с озвучаване на анимационни филми. През 1999 г., на 75-годишна възраст, той получава ролята на Юстас Бег в анимационния сериал „Кураж, страхливото куче“. След 33 епизода като Юстас, той се оттегля заради болестта си и бива заместен от Артър Андерсън. Участвал е в над 40 продукции на различни телевизии. Умира след дълго боледуване от пневмония в дома си на 30 април 2003 г.

## Участия
- Кураж, страхливото куче като Юстас Бег
- The Secret of Mulan
- 2 Stupid Dogs
- Braingames
- The Enchanted Journey
- Marco Polo Junior Versus the Red Dragon
- The Big Freeze
- Banana Binge
- Tom Terrific
- The Aldrich Family